# Сулятицький Степан Петрович
Суляти́цький Степа́н Петрович (* 24 серпня 1895, с. Середній Березів, (нині Косівський район, Івано-Франківська область, Україна) — † 1 березня 1978, Мюнхен, Німеччина) — Сотник УГА, комендант коша Карпатської Січі, керівник підготовки членів похідних груп ОУН, член центрального проводу ОУН -М.

## Життєпис
Народився у багатодітній родині Сулятицьких 24 серпня 1895 року в Березові Вижному (з 1907 р. Середньому Березові) Коломийського повіту, його родичі належали до роду березівської шляхти гербу Юхна (по батькові) та гербу Сас (по матері), що засвідчують нобілітаційні документи, датовані 25 травня 1846 року та опубліковані списки 11, 14, 19. Батько був не лишень заможним господарем, але й мав освіту, бо в 1900 році зустрічав у складі  березівської шляхти (135 шляхтичів на конях і в шляхетському одязі) і від імені березівської шляхти виголошував вітальну промову до графа і Станиславівського єпикопа А. Шептицького 14, а також 13 років був війтом у селі.
Навчався у місцевій початковій школі 3 та Львівському кадетському ліцеї (в спиках учнів і випускників Коломийської гімназії його прізвище відстунє) 1, 2,  був на фронтах Першої світової війни. У 1918 році повертається у рідні краї, очолює скорострільну сотню Гуцульського куреня, який створив Григорій Голинський. У кінці листопада 1918 року курінь у складі 400 стрільців відбуває на фронт, був самостійним військовим підрозділом і діяв на правах полку в 11-й бригаді УСС, а на початку 1919 року увійшов у новостворену УГА. За героїзм і мужність у баталіях під Львовом військовий міністр ЗУНР Дмитро Вітовський нагородив курінь найвищою відзнакою, і його було піднесено «до гідності лицарів». 16
Влітку 1919 року курінь перейшов за Збруч і вів бої як з денікінською армією, так і з більшовицькими загонами. Був у Києві, коли група Є. Коновальця змусила гетьмана Скоропадського добровільно зректися своєї посади. Але втрата державності України змусила його, як ветерана війни, стати членом УВО з самого початку його створення. За спогадами його землячки вчительки Анни Уруської-Кузич після повернення додому вже у 1920-х роках активно включається до спротиву.  Він та інші активні діячі з Березовів провели величезну роботу зі своїми земляками для проведення 2-х письмових плебісцитів за навчання українською мовою у місцевих школах, за результатми яких в Березовах таки були відкриті двомовні початкові державні школи (з польською та українською мовою навчання, про що свідчать архівні документи). 8, 10  Разом із своїми однодумцями з Нижнього і Середнього Березова (Степаном Арсеничем, Іваном Кузичем, Єфросинією та Параскою Малкович) вони стають учасникамми концертів (родини Крушельницьких) та літературних вечорів, лекцій, де залучають молодь до патріотичної роботи. До того ж Український таємний університет у Львові 1923 року змушений був вислати своїх студентів на навчання до іншмх країн Європи, а сам університет - емігрував до Чехословачини. 10
Звичайно, що всі колишні січові стрільці потрапляють під пильний нагляд нової влади. Можливо з тієї причини  багато березівських студентів- стрільців опиняються у Празі, і десь в 1925/26 роках Степан Сулятицький покидає рідне село й вирушає на навчання до Чехословаччини, де вже опинилися майже всі колишні ветерани-стрільці (М. Урбанович, С. Ільницький, Р. Данилович, Г. Дрогомирецький, Д. Негрич, Г. Голинський) 5.  
Оскільки на одруження  з Єфросинією Василівною Малкович (13.11.1897-1992) Степану Сулятицькому потрібен дозвіл папи Римського, то вона теж виїхала на роботу до Польщі зі своєю ученицею Анною Уруською (працювала вчителькою в с. Вулька Ульканічна протягом 1925-1926 н.р.). До того ж за нею і сестрою теж був нагляд, оскільки обидві були членами УВО. Її рідна сестра Парасковія Малкович (1895-1967, зв. Писарева) цілий рік переховувалася у Львові в родині професора І. Крип"якевича. 10
Переїхавши до Чехословаччини, навчався у Празькому Карловому університеті на природничому факультеті. Як один із кращих випускників дістає державну стипенію та вступає до аспірантури. Десь в 1930 році нарешті дістає дозвіл від папи й одружується із своєю землячкою, вчительскою Єфросинією Василівною Малкович (зв. Писаревою, гербу Сас). 6 Продовжує проводити досліди й писати докторську працю. Жилося важко, бо стипендія була невелика,  а пані Єфросинія залишила працю вчительки через народження сина-первістка, - згадувала її учениця Анна Уруська-Кузич (1911-2002). 10 Але незважаючи на матеріальні нестатки, Степан Сулятицький десь в середині 30-х років захищає докторат з хімії і (міг би йти викладати в університет) йде працювати на виробництво з двох причин: з самого початку перетворення Євгеном Коновальцем УВО на ОУН він стає їх членом і співзасновником (особисто знав Є. Коновальця), що дає певні кошти для підпільної роботи, а, по-друге, на переконання Степана: «чиста наука в умовах бездержав'я твоєї нації завелика розкіш». Поки було можливим - він продовжував спілкування із своїми однодумцями в Березовах, де вже активно діяли осередки  Групи Націоналістичної Молоді (у Середньому Березові - Степан А. Арсенич (1903-1965, у Нижньому Березові - Марія М. Ільницька (1924-1944)та інші. 14
У 1938 році провід ОУН направляє його як одного із найдосвідченіших вояків на Закарпаття для допомоги в організації молодої Української держави - Карпатська Україна. В березні 1939 року С. Сулятицький був одним із керівників оборони м. Хуста. Багато його земляків йдуть на допомогу Карптській Україні на заклик її президента доктора, отця Августина Волощина.   7, 9, 13, 14,
Його друг Іван Кузич-Березовський (1903-1985) у своїй монографії "Березівське боярство на тлі історії України" (Детройт, 1962. - 317с. - С. 275-276) пише, що в той час на його малій батьківщині, в Березовах, була складена весняна-вербова, яку його земляки-дівчата співали на Великдень біля церкви трагічного 1939 року: "Зозулечко, прилети, вісточку нами принеси,
щоби ти нам принесла, що Вкраїна воскресла.
А ти, річко Тисова, чого течеш кривава.
А я течу кривава, бо я стрілецька слава.
Там стрільчики вмирали - кровію сніг писали" . 14 
Після падіння Карпатської України він очолював військову референтуру ПУНу, брав участь у створенні УЦК та Українського Допомогового Комітету в Кракові. Протягом 1939 - 1941 років був керівником підпільної старшинської школи, яку керівництво ОУН створило для підготовки керівників похідних груп, бо за домовленістю між А. Мельником та С. Бандерою підпільні таємні похідні групи (на випадок нападу Німеччини на СРСР) мали би стоворюватися для підпільної роботи ОУН по всій Україні, які б мали організувати опір й підготувати ґрунт для проголошення незалежної спмостійної Української держави, яку згодом проголосив 30 червня 1941 року на зборі ченів ОУН Степан Бандера із Українським Урядом на чолі з Ярославом Стецьком. Земляки С. Сулятицького були на цьому Зборі ОУН, - згадував у свойї автобографії І. Кузич. 8 Як писав пізніше член похідної групи на Донеччину Матвій Стахів (перекручений прототип Євген із роману О. Фадєєва "Молода гвардія"), члени таких похідних груп мали знайти собі однодумців на Україні й залучити їх до підпільної роботи. Матвій Стахів через радистку Любов Шевцову (з Луганська) вийшов на групу Олега Кошового і його маму (вчительку української мови) в Краснодоні, а інші учасники похідних груп вийшли на групу Лялі Убийвовк і її батька в Полтаві,  групу Ніни Сосніної у Малині (Житомирська область), групу Парфентія Гречаного (на Кіровоградщині та інших. Всі ці та інші (ще й досі не вивчені українськими істориками) групи українського підпілля під час Другої світової війни були здані німцям в 1942 рр.(про що свідчить "Історія ЛКСМ Украни"), а їх діяльність потім було використано для радянської пропаганди (див. роботи Матвія Стахіва в діаспорі).      
З початком німецько-більшовицької бойні Степан Сулятицький у складі однієї із таких похідних груп прибуває до Києва, разом із Олегом Ольжичем, Оленою та Михалом Телігою формували адміністрацію міста, пропонував професора М. І. Величківського на посаду голови Української Національної Ради. Паралельно ствлрюється пілпілля ОУН в столиці України - м. Києві під виглядом літературного клубу. Трагедія арешту поетеси й діячки ОУН Олени Теліги, яка пішла на засідання, щоб її не вважали зрадницею, попередивши інших про можливий врешт яскраве підтвердження того, яких людей для підпільної роботи готував Степан Сулятицький. Тоді він врятував від першого арешту в Києві в лютому 1942 року молодого доктора, історика, археолога Олега Ольжича (Олега Кандибу), вчасно наказавши негайно виїхати до Львова.  
Після війни був провідником ОУН-М в Західній Німеччині. Продовжував працювати на хімічному виробництві до виходу на пенісю. Втратив старшого сина - військового льотчика - на війні. Трагічно загинув молодший син Богдан. Але він не здався. Продовжував підтримувати українську еміграцію і своїх друзів 8.    
Помер 1 березня 1976 року в Мюнхені, де й похований з дружиною і синами.

## Родина
Рідний брат Михайло Петрович Сулятицький (20.09.1899 - 1986, Олійниікв), член УВО, у 1923 році був запроторений польською адміністрацією у сумнозвісні «Бригідки». На суді, де його адвокатом був колишній комендант куреня УСС Степан Шухевич, Михайло навідріз відмовився спілкуватися польською мовою. А наприкінці 1950 року за співпрацю з УПА отримав 25-літній термін. Потім відзначав, що присуду не підписав, на суді і в таборах розмовляв виключно українською мовою. Його дружина Олена Ільницька й дочки - вчительки Уляна і Калина Сулятицькі були під спеціальним наглядом. 6
Рідна сестра Сулятицька (в одруженні - Клим'юк) Єфросинія (Розалія) Петрівна (1904-1972, Олійникова) виселена до Сибіру з малолітнім сином Іваном Клим'юком (1931-1991), де й померли (Березуни. - Коломия, 1995. 77с. - С.75). 6
Брат Іван Петрович Сулятицький змінив місце проживання, переїхавши на Коломийщину, щоб уникнути репресій. 10
Земляк і однофамілець Степана Мирослав Сулятицький (12.02.1921 -1948/49) — «Кривоніс» працював на Львівщині зі своїм земляком, керівником СБ Миколою Арсеничем. Пізніше очолював крайовий провід СБ Буковини. Загинув в 1948 році  (Березуни. - Коломия, 1995. 77с. - С.69). 6
Близьким родичем Степана по материнській лінії був греко-католицький священик о. Василь Малкович (1898–1971), колишній старшина УГА, у 1944 році емігрував на Захід, був консисторіальним радником і деканом у місті Інгельштадт (Німеччина) і відправляв заупокійну панахиду на похороні Степана Бандери у Мюнхені (1959) 13.
Репресивна радянська машина будь-що намагалася дістати мужнього українського войовника, шантажувала родину. Скажімо, його небожа Олега Сулятицького, студента Івано-Франківського медичного університету, погрожуючи відрахуванням, змушували писати листи до стрийка Степана в Мюнхен (причому самі адресували і відправляли) з метою розсварити близьких людей, але їхні намагання були марними.

## Пам'ять
Меморіальна плита на будинку, де він народився, гласить: «На цьому місці народився Степан Сулятицький, син Петра (1897–1978), сотник УГА, доктор природничих наук, кількарічний керівник ОУН в Західній Німеччині».

## 3.Справа	про існування в с. Березів Середній 2-х	клясової школи, заснованої 1894р. (1912р.)	// Центральний Державний історичний	архів у Львові: Ф. 165, оп. 2, од.зб.1828, арк.1	(пол. мовою).
4.Степан Сулятицький, І-ий Пробоєвий Гуцульський Курінь, Українська Галицька Армія в 1918–1920 рр. Матеріяли до історії. Том II, Вінніпеґ 1960, вид. Дм. Микитюка.

## 11.Герб	Сас [URL] // http: /wikipedia/commons/d/df/Herb_Sas.jp /	03.08.2010 /20:09:50.
- 12.Іван Стебельський. Шляхами молодости й боротьби. [Архівовано 9 травня 2013 у Wayback Machine.]
- 13.Ігнатюк	В. І. Середній	Березів: школа в житті села. -	Косів: Писаний камінь, 2004.	– 204с.
- 14.Кузич-Березовський	І. Березівське боярство на тлі історії	України/ Іван Кузич-Березовський. –	Detroit: Universal Slavic Printers, 1962.  –  320 с.
- 15.Кучабський,	Василь. Корпус Січових Стрільців /	Василь Кучабський. Корпус Січових	Стрільців. Воєнно-історичний нарис.	Ювілейне видання: 1917-1967 з доповненням	новими матеріалами. Чікаґо: друкарня	видавництва Миколи Денисюка, 1969. 663с. +	іл.
- 16.Лазарович	М. В. Легіон Українських січових	стрільців: формування, ідея, боротьба	/ Микола Лазарович. Тернопіль, Джура,	2005. 592с.: іл.
- 17.Гуцульський курінь у національно визвольних змаганнях 1918–1920 років [Архівовано 16 травня 2013 у Wayback Machine.]
- 18.Лев ШАНКОВСЬКИЙ. БУЧАЧЧИНА В РОКИ ВИЗВОЛЬНОЇ ВІЙНИ 1918–1920 [Архівовано 11 грудня 2012 у Wayback Machine.]
- 19.Przydomki	polskie, litewskie i rusińskie zebral Aleksandr Dr. Stekert. –	Kraków, 1897. Przedruk	fotolitograficzny wykonany przez the Figaro Press. London, 1960. –	144s.